# Кэпитал Уан-арена
«Кэпитал Уан-арена» (англ. Capital One Arena, известный ранее как MCI Center и Verizon Center) — спортивно-развлекательный комплекс в Вашингтоне, округ Колумбия, США, названный в честь банка Capital One. Арена получила прозвище «Телефонная будка» (англ. Phone Booth) из-за ассоциаций, связанных с бывшими спонсорами MCI и Verizon Communications. «Кэпитал Уан-арена» является домашней ареной для команды «Вашингтон Уизардс» Национальной баскетбольной ассоциации, «Вашингтон Кэпиталз» Национальной хоккейной лиги, «Вашингтон Мистикс» Женской национальной баскетбольной ассоциации и мужской баскетбольной команды Джорджтаунского университета. Арена расположена в чайнатауне Вашингтона на пересечении красной, жёлтой и зелёной веток вашингтонского метро, станции Gallery Place-Chinatown.

## История
К середине 1990-х годов основная арена Вашингтона «US Air Arena», находившаяся на кольцевой автодороге Вашингтона в Лэндовере (штат Мэриленд) сильно устарела. Поэтому 18 октября 1995 года началось строительство нового спортивного сооружения в Вашингтонском чайнатауне, что вызвало негативную реакцию общественности, так как считалось, что это приведет к изменению чайнатауна, и из-за повышения аренды возле арены многие маленькие магазины вынуждены будут закрыться. С другой стороны строительство арены поможет в развитии окрестностей станции Gallery Place/Chinatown и сделает их одним из основных коммерческих районов в городе. Церемония открытия арены состоялась 2 декабря 1997 года. Первоначально сооружение называлось «MCI-центр», но в 2006 году, после того как компания Verizon купила MCI, арена была переименована в «Верайзон-центр».
9 августа 2017 года владелец арены сообщил что американский банк Capital One заключил договор о покупке прав названия.

## События
Кроме домашних игр четырёх команд, на арене также проходило большое количество разнообразных мероприятий и концертов. Среди них:
- PPV-шоу World Championship Wrestling Starrcade (1997—2000)
- Финал Кубка Стэнли 1998, 2018
- Матч всех звёзд НБА 2001
- Матч всех звёзд WNBA 2002, 2007
- Чемпионат мира по фигурному катанию 2003
- PPV-шоу World Wrestling Entertainment SummerSlam (2005)
- Последний бой Майка Тайсона, в котором он бился против Кевина Макбрайда 11 июня 2005 года
- PPV-шоу WWE Survivor Series (2009)
- PPV-шоу WWE Capitol Punishment (2011)
- Концерт Мадонны в рамках мирового турне Rebel Heart Tour 12 сентября 2015 года
- 20 января 2025 года на арене состоялся закрытый парад в честь второй инаугурации Дональда Трампа[4].